# Hugo Hermann Wolf
Hugo Hermann Wolf (ur. 10 kwietnia 1892, zm. ?) – zbrodniarz nazistowski, członek załogi niemieckich obozów Amersfoot, Hertogenbosch i Sachsenhausen oraz SS-Oberscharführer.
Z zawodu stolarz. Weteran I wojny światowej. Wiosną 1941 został powołany do służby wojskowej. 15 listopada 1941 został Blockführerem w obozie policyjnym Amersfoot, gdzie wielokrotnie znęcał się nad więźniami. 19 marca 1943 przeniesiono go do Hertogenbosch. W połowie września 1944 rozpoczął służbę w Sachsenhausen.
14 grudnia 1948 został skazany przez holenderski sąd w Amsterdamie na dożywocie. Uznano go winnym znęcania się nad więźniami Amersfoot i Hertogenbosch, w tym raz ze skutkiem śmiertelnym. 18 czerwca 1958 karę zamieniono na 17 lat i 6 miesięcy pozbawienia wolności. 4 marca 1959 Wolf został deportowany do Niemiec.